# العلاقات الغواتيمالية المالية
العلاقات الغواتيمالية المالية هي العلاقات الثنائية التي تجمع بين غواتيمالا ومالي.

## مقارنة بين البلدين
هذه مقارنة عامة ومرجعية للدولتين:
| وجه المقارنة                                              | غواتيمالا       | مالي            |
| --------------------------------------------------------- | --------------- | --------------- |
| المساحة (كم2)                                             | 108.89 ألف      | 1.24 مليون      |
| عدد السكان (نسمة)                                         | 17.26 مليون     | 18.54 مليون     |
| الكثافة السكانية (ن./كم²)                                 | 158.51          | 14.95           |
| العاصمة                                                   | غواتيمالا       | باماكو          |
| اللغة الرسمية                                             | اللغة الإسبانية | لغة فرنسية      |
| العملة                                                    | كتزال غواتيمالي | فرنك غرب أفريقي |
| الناتج المحلي الإجمالي (بليون دولار)                      | 75.62 مليار     | 15.29 مليار     |
| الناتج المحلي الإجمالي (تعادل القوة الشرائية) بليون دولار | 126.21 مليار    | 35.69 مليار     |
| الناتج المحلي الإجمالي الاسمي للفرد دولار أمريكي          | 3.90 ألف        | 724             |
| الناتج المحلي الإجمالي للفرد دولار أمريكي                 | 7.45 ألف        | 1.60 ألف        |
| مؤشر التنمية البشرية                                      | 0.627           | 0.419           |
| رمز المكالمات الدولي                                      | +502            | +223            |
| رمز الإنترنت                                              | .gt             | .ml             |
| المنطقة الزمنية                                           | 00              | 00              |

## منظمات دولية مشتركة
يشترك البلدان في عضوية مجموعة من المنظمات الدولية، منها:
| علم المنظمة | اسم المنظمة                               | تاريخ انضمام غواتيمالا | تاريخ انضمام مالي |
| ----------- | ----------------------------------------- | ---------------------- | ----------------- |
|             | مؤسسة التنمية الدولية                     | 27 أبريل 1961          | 27 سبتمبر 1963    |
|             | الأمم المتحدة                             | 21 نوفمبر 1945         | 28 سبتمبر 1960    |
|             | منظمة التجارة العالمية                    | ?                      | ?                 |
|             | منظمة الشرطة الجنائية الدولية             | ?                      | ?                 |
|             | المركز الدولي لتسوية المنازعات الاستشارية | 20 فبراير 2003         | 2 فبراير 1978     |
|             | الاتحاد الدولي للاتصالات                  | 10 يوليو 1914          | 21 أكتوبر 1960    |
|             | البنك الدولي للإنشاء والتعمير             | 28 ديسمبر 1945         | 27 سبتمبر 1963    |
|             | الاتحاد البريدي العالمي                   | ?                      | ?                 |
|             | منظمة حظر الأسلحة الكيميائية              | ?                      | ?                 |
|             | مؤسسة التمويل الدولية                     | 20 يوليو 1956          | 9 مايو 1978       |
|             | وكالة ضمان الاستثمار متعدد الأطراف        | 11 يوليو 1996          | 22 أكتوبر 1992    |
|             | يونسكو                                    | 2 يناير 1950           | 7 نوفمبر 1960     |

## وصلات خارجية
- موقع وزارة الخارجية الغواتيمالية